# Lipovo Brdo
Lipovo Brdo is een plaats in de gemeente Kapela in de Kroatische provincie Bjelovar-Bilogora. De plaats telt 133 inwoners (2001).